# Out the Blue
"Out the Blue" es una canción escrita por John Lennon y originalmente lanzado en su álbum Mind Games de 1973. La canción se incluye en el box set de Lennon lanzado en el año 1990, en el año 2005 fue lanzado también en el álbum recopilatorio que es Working Class Hero: The Definitive Lennon y en 2010 en álbum Gimme Some Truth.

## Letra y música
"Out the Blue" es una de varias canciones en Mind Games dedicadas a Yoko Ono.  Irónicamente, fue grabado en un momento en que Lennon y Ono se separaron, y refleja resultante de Lennon, que el duda de sí mismo. Afirma gratitud de como Ono aparece en su vida "de la nada" y siempre y cuando su "energía vital". De acuerdo con Ken Bielen y Urish Ben, el tema de la canción es "el temor de encontrar el verdadero amor de forma inesperada ".
El crítico musical Johnny Rogan encuentra algunas de las metáforas "horribles", por ejemplo lo que se dice en esta frase "All my life's been a long, slow knife" (Toda mi vida ha sido un cuchillo largo y lento), y algunos de los símiles "loco", por ejemplo "Like a UFO you came to me and blew away life's misery." (Como un OVNI que vino a mí y me dejó sin aliento de la vida miseria). El historiador pop Robert Rodriguez se refiere a la línea de OVNI como también "idiosincrásico". Andrew Grant Jackson, sin embargo, encuentra la metáfora OVNI apta para Ono, ya que al momento Ono entró en la vida de Lennon ella fue tan sorprendente una enamorada de él como alguien que podría ser. Bielen y Urish resaltan la frase "largo, cuchillo lento" imagen de la poesía de Lennon que demuestra su angustia emocional. La frase del título tiene múltiples significados durante la canción; Ono vino a él "de la nada", y también echar "el azul" de la melancolía de Lennon.
"Out the Blue" se mueve a través de varios géneros musicales, empezando con un suave y melancólica guitarra acústica y se mueve a través del evangelio, los países y la música porciones. El sonido crece a medida que la canción avanza, mientras la voz de Lennon se va convirtiendo más segura, al pasar de su restricción original de una expresión de "satisfacción gozosa". Después de la primera guitarra acústica, el piano, la guitarra steel, el bajo y batería entran, y, finalmente, un "celestial coro" es incluida. John Blaney describe la canción de piano como "majestuosa", y compara la guitarra a los de la del excompañero de banda de Lennon, Paul McCartney.
La parte de acompañamiento instrumental para la versión final fue cortado de la grabación original, eliminando el segundo descanso, así como todas menos la última coda de la repetición del estribillo . El instrumental completa de la grabación, con una voz guía, era liberado como parte de las cintas perdidas de Lennon y discos piratas.

## Recepción
El crítico Stephen Thomas Erlewine de Allmusic considera "Out the Blue" como una "balada preciosa", mientras que Blaney lo describe como "una balada exquisita". Blaney continúa diciendo que "revela más que un atisbo de genio de Lennon". Mandinger y Pascua la llaman una "canción de amor verdaderamente hermosa" y siente que merece más atención de la que ha recibido, y podría haber hecho un buen seguimiento individual sobre el álbum "Mind Games". También afirman que esto demuestra que muestra que Lennon no había perdido su capacidad de poner "las simples emociones a través de la manera más conmovedora que sea posible". Jackson considera que es la mejor de las canciones de disculpa de Lennon hacia Ono. En particular, elogia el acuerdo, en el que mantiene el interés por la construcción de la instrumentación gradual. Urish y Bielen opinan que ofrece "un impacto emocional más satisfactoria de lo que podría suponerse". El biógrafo John Lennon, Borack lo llama un "plato fuerte" de Mind Games. De Los Angeles Times, el crítico musical Robert Hilburn lo llama "uno de los aspectos más destacados incuestionables" de Mind Games, calificándolo como una "canción preciosa" y alabando su "tiernas y eficaces letras". PopMatters considera como Lennon "sólo es más ligero que agita un monstruo las baladas de los años 70s", y considera que debe incluirse en los mayores álbumes recopilatorios de Lennon. El historiador pop Robert Rodríguez lo considera como uno de los "mejores anónimos de John Lennon".
Esta canción es el número 14 de Christopher Bailey's de las 15 mejores canciones favoritas.

## Personal
Los músicos que realizaron en la grabación original eran los siguientes:
- John Lennon - voz, guitarra acústica
- David Spinozza - guitarra
- Pete Kleinow - steel guitar
- Ken Ascher - teclados
- Gordon Edwards - bajo
- Jim Keltner - batería
- Something Different - coros